# Clonaria guenzii
Clonaria guenzii är en insektsart som först beskrevs av Bates 1865.  Clonaria guenzii ingår i släktet Clonaria och familjen Diapheromeridae. Inga underarter finns listade i Catalogue of Life.